# Горные Морины
Го́рные Мо́рины — деревня в Новгородском районе Новгородской области, входит в состав Ракомского сельского поселения.
Деревня расположена в новгородском Поозерье, в 1 км от озера Ильмень, недалеко от истока из него реки Волхов. Ближайшие населённые пункты: деревни Береговые Морины, Нехотилово, Новое Ракомо, Медвежья Голова.

## История
Первое упоминание о деревне относится к середине XIX века. В то время в деревне проживало 120 человек. К 1920 году деревня значительно выросла и насчитывала 80 дворов и 455 жителей.
В советское время, до Великой Отечественной войны, деревня славилась колхозными садами.